# Narimanov
Narimanov (rusky Нариманов) je město v Astrachaňské oblasti v Ruské federaci. Při sčítání lidu v roce 2010 měl přes jedenáct tisíc obyvatel.

## Poloha a doprava
Narimanov leží v Kaspické nížině na pravém, západním břehu Volhy. Od Astrachaně je vzdálen přibližně padesát kilometrů severozápadně. Prochází přes něj silnice z Volgogradu do Astrachaně.

## Dějiny
Původně zde byla vesnice Nižněvolžskoje (Нижнево́лжское). Ta se stala v roce 1967 sídlem městského typu pod názvem Nižněvolžsk (Нижнево́лжск). V roce 1984 byl Nižněvolžsk povýšen na město a přejmenován na Narimanov k poctě ázerbájdžánského  spisovatele a komunistického politika Narimana Narimanova.